# Tour de Romandía 2004
La 58.ª edición del Tour de Romandía se disputó del 27 de abril al 2 de mayo de 2004 con un recorrido de 630,6 km dividido en un prólogo inicial y 5 etapas, con inicio en Ginebra, y final en Lausana.
El vencedor fue el estadounidense Tyler Hamilton, cubriendo la prueba a una velocidad media de 40 km/h.

## Etapas[1]
| Etapa   | Recorrido         | Km    | Ganador          |
| Prólogo | Ginebra           | 3,4   | Bradley McGee    |
| 1.ª     | Yverdon les Bains | 175,2 | Ján Svorada      |
| 2.ª     | Romont            | 156,2 | Stefano Garzelli |
| 3.ª     | Romont-Morgins    | 147,7 | Alexandre Moos   |
| 4.ª     | Sion              | 127,7 | Fabian Jeker     |
| 5.ª     | Lausana           | 20,4  | Tyler Hamilton   |

## Clasificaciones
Así quedaron los diez primeros de la clasificación general de la segunda edición del Tour de Romandía
| \| 1. \| Tyler Hamilton \| Estados Unidos \| 15h 45'44" \| \| \| 2. \| Fabian Jeker \| Suiza \| + 1'43" \| \| \| 3. \| Leonardo Piepoli \| Italia \| + 2'18" \| \| \| 4. \| Tadej Valjavec \| Eslovenia \| + 2'19" \| \| \| 5. \| Dario Cioni \| Italia \| + 2'33" \| \| \| 6. \| Alexandre Moos \| Suiza \| + 2'39" \| \| \| 7. \| Ivan Basso \| Italia \| + 3'31" \| \| \| 8. \| Francisco Mancebo \| España \| + 4'32" \| \| \| 9. \| Bradley McGee \| Australia \| + 5'08" \| \| \| 10. \| Steve Zampieri \| Suiza \| + 5'53" \| \| |                   |                |            |  |
| 1. | Tyler Hamilton    | Estados Unidos | 15h 45'44" |  |
| 2. | Fabian Jeker      | Suiza          | + 1'43"    |  |
| 3. | Leonardo Piepoli  | Italia         | + 2'18"    |  |
| 4. | Tadej Valjavec    | Eslovenia      | + 2'19"    |  |
| 5. | Dario Cioni       | Italia         | + 2'33"    |  |
| 6. | Alexandre Moos    | Suiza          | + 2'39"    |  |
| 7. | Ivan Basso        | Italia         | + 3'31"    |  |
| 8. | Francisco Mancebo | España         | + 4'32"    |  |
| 9. | Bradley McGee     | Australia      | + 5'08"    |  |
| 10. | Steve Zampieri    | Suiza          | + 5'53"    |  |

| \| 1. \| Tyler Hamilton \| Estados Unidos \| 50 puntos \| \| 2. \| Bradley McGee \| Australia \| 47 puntos \| \| 3. \| Ivan Basso \| Italia \| 40 puntos \| |                |                |           |
| 1. | Tyler Hamilton | Estados Unidos | 50 puntos |
| 2. | Bradley McGee  | Australia      | 47 puntos |
| 3. | Ivan Basso     | Italia         | 40 puntos |

| \| 1. \| Sven Montgomery \| Suiza \| 20 puntos \| \| 2. \| Steve Zampieri \| Suiza \| 19 puntos \| \| 3. \| Tyler Hamilton \| Estados Unidos \| 18 puntos \| |                 |                |           |
| 1. | Sven Montgomery | Suiza          | 20 puntos |
| 2. | Steve Zampieri  | Suiza          | 19 puntos |
| 3. | Tyler Hamilton  | Estados Unidos | 18 puntos |